# Marcela Daniel
Marcela Theresa Daniel, po mężu Kitt (ur. 10 sierpnia 1943) – panamska lekkoatletka, sprinterka, medalistka igrzysk panamerykańskich, uczestniczka igrzysk olimpijskich.

## Kariera sportowa
Zdobyła złoty medal w sztafecie 4 × 100 metrów (która biegła w składzie: Daniel, Lorraine Dunn, Silvia Hunte i Jean Holmes) na igrzyskach Ameryki Środkowej i Karaibów w 1959 w Caracas. Na igrzyskach panamerykańskich w 1959 w Chicago panamska sztafeta 4 × 100 metrów w składzie: Daniel, Holmes, Hunte i Carlota Gooden zdobyła srebrny medal. Daniel  indywidualnie odpadła w półfinałach biegu na 60 metrów i biegu na 100 metrów.
Zdobyła srebrny medal w biegu na 100 metrów i brązowy w sztafecie 4 × 100 metrów na igrzyskach Ameryki Środkowej i Karaibów w 1962 w Kingston. Zajęła 4. miejsce w sztafecie 4 × 100 metrów i odpadła w eliminacjach biegu na 100 metrów na igrzyskach panamerykańskich w 1963 w São Paulo. Na igrzyskach olimpijskich w 1964 w Tokio odpadła w eliminacjach biegu na 100 metrów, biegu na 200 metrów i sztafety 4 × 100 metrów.
Rekord życiowy Daniel w biegu na 100 metrów wynosił 12,12 s; został ustanowiony w 1962 w Kingston.